# Georg Hilker
Georg Christian Hilker (5. juni 1807 i København – 13. januar 1875 sammesteds) var en dansk dekorationsmaler.

## Karriere
Hilker var søn af skibsfører, senere toldassistent, Christian Ernst Hilker og Marie Margrethe født Vest. Han begyndte i sit 13. år at gå på Kunstakademiet og kom snart efter i malerlære hos Baruël, der uden tvivl allerede den gang har vakt hans interesse for en kunstnerisk opfattelse af dekorationsmaleriet. Imidlertid begyndte han at udstille som landskabsmaler og vandt samtidig Akademiets 2 sølvmedaljer i modelskolen (1833-35). Det var dog som malersvend hos lærer ved Kunstakademiet, malermester Kongslev, Hilker mere alvorlig førtes ind på dekorationsmaleriet som kunstnerisk fag. Han udførte arbejder i denne retning i Sorø, på Bregentved og flere steder, men hans uddannelse fik dog især en frugtbar påvirkning, da hans mester overdrog ham (1830) efter billedhugger H.E. Freunds hjemkomst at dekorere dennes professorbolig i Materialgården ved Frederiksholms Kanal i pompejansk stil Freund fik ham til at lægge landskabsmaleriet ganske til side og vakte ved sin kyndige ledelse og sit livlige samarbejde med den unge kunstner den kærlighed til oldtidens kunst, som siden udvikledes og modnedes hos Hilker under hans rejse i Italien. Hans anlæg for dekorationsmaleriet havde imidlertid vakt en sådan opmærksomhed, at Akademiet varmt anbefalede ham til understøttelse af Fonden ad usus publicos, der også i 1838 tilstod ham 600 rigsdaler i to år, hvortil kom 150 Rdl. fra den Reiersenske Fond til hjemrejsen. Han rejste ud med maleren Christen Købke, med hvem han tilbragte største delen af sine år på rejsen i Italien, særlig i Rom. I Neapel var han sammen med Constantin Hansen og studerede, som man kan vide, med brændende iver alt, hvad museerne der og selve Pompeji kunde vise ham af oldtidskunst; han kopierede her efter originalerne de motiver, hvoraf han allerede havde måttet bruge så mange i Freunds bolig efter andres gengivelser, og i forening med Constantin Hansen gjorde han udkast til en friere anvendelse af det lærte, idet de i fællesskab lagde planen til en udsmykning af Universitetets forhal, som siden, i det væsentlige blev fulgt. I Rom gave de berømte dekorationsarbejder fra Rafaels tid, ikke mindre end levnede oldtidsminder, nye motiver og vejledning til deres frie kunstneriske anvendelse. På hjemrejsen fandt han i München lejlighed til at øve sig i at male i den våde kalk, italienernes al fresco. I november 1841 var han atter i hjemmet, hvor han, fraregnet en mindre udenlandsrejse, siden blev.
Straks efter satte Bindesbøll ham i virksomhed med dekorationen af nogle lofter i Thorvaldsens Museum, derpå optog den store udsmykning af universitetets forhal ham og Constantin Hansen i 1844-53. Han giftede sig i 1847 med Elise Boline Schou, som døde 8. februar 1867. Imidlertid var han 1848-49 blevet lærer ved teknisk institut, var fra 1853 kongelig våbenmaler ved Ordenskapitlet samt lærer ved Kunstakademiets dekorationsklasse. Han dekorerede i 1858-59 Landbohøjskolens store auditorium, i 1860-63 i Sorø Akademi, i 1862-65 Universitetets Festsal i en rig renæssancestil, i 1869 den nye bankbygning og samtidig en stor mængde private ejendomme så vel i København som i provinsen. Så godt som overalt var det antikke motiver enten direkte eller i den modificerede form, hvori renæssancen havde optaget dem, der lå til grund for hans kompositioner, hvori ikke sjælden andre kunstnere, særlig hans tro ven Constantin Hansen, udførte enkelte fremtrædende partier. Hilker, hvis død indtraf 13. januar 1875, var som menneske en såre elskværdig personlighed, hos hvem værdig selvfølelse og sand beskedenhed smukt forenedes.
Kort før sin død i 1875 blev han Ridder af Dannebrog. Han er begravet på Assistens Kirkegård.

## Gengivelser
Der findes portrætter af Hilker malet af Christen Købke 1837 (Statens Museum for Kunst), Constantin Hansen 1852 (Frederiksborgmuseet), Otto Bache 1871 (hos Udstillingskomiteen på Charlottenborg) og Henrik Olrik 1874. Tegninger af Christen Købke 1838-39 (Frederiksborgmuseet) og Charles Abrahams (sst). Portrætteret som tilhører på Constantin Hansens maleri af Den grundlovgivende Rigsforsamling (1860-64, Frederiksborgmuseet). Buste af H.W. Bissen (Statens Museum for Kunst). Xylografi 1873 og af Georg Pauli 1875 efter Olriks Tegning 1874.